# Thuès-Entre-Valls
Pour les articles homonymes, voir Valls (homonymie).
Thuès-Entre-Valls [tɥɛs ɑ̃tʁ vajs]  (en catalan Toès i Entrevalls) est une commune française située dans le sud-ouest du département des Pyrénées-Orientales, en région Occitanie. Sur le plan historique et culturel, la commune est dans le pays de Conflent, correspondant à l'ensemble des vallées pyrénéennes qui « confluent » avec le lit creusé par la Têt entre Mont-Louis et Rodès.
Exposée à un climat de montagne, elle est drainée par la Têt, la Carança et par divers autres petits cours d'eau. Incluse dans le parc naturel régional des Pyrénées catalanes, la commune possède un patrimoine naturel remarquable : deux sites Natura 2000 (le « massif du Puigmal » et « Puigmal-Carança ») et trois zones naturelles d'intérêt écologique, faunistique et floristique.
Thuès-Entre-Valls est une commune rurale qui compte 26 habitants en 2022, après avoir connu un pic de population de 322 habitants en 1846. Ses habitants sont appelés les Thuésiens ou  Thuésiennes.

## Géographie

### Localisation
La commune de Thuès-Entre-Valls se trouve dans le département des Pyrénées-Orientales, en région Occitanie.
Elle se situe à 58 km à vol d'oiseau de Perpignan, préfecture du département, et à 19 km de Prades, sous-préfecture.
Les communes les plus proches sont : 
Canaveilles (2,5 km), Fontpédrouse (3,8 km), Nyer (4,4 km), Oreilla (4,6 km), Olette (5,1 km), Souanyas (5,4 km), Sauto (6,1 km), Ayguatébia-Talau (6,3 km).
Sur le plan historique et culturel, Thuès-Entre-Valls fait partie de la région de Conflent, héritière de l'ancien comté de Conflent et de la viguerie de Conflent. Ce pays correspond à l'ensemble des vallées pyrénéennes qui « confluent » avec le lit creusé par la Têt entre Mont-Louis, porte de la Cerdagne, et Rodès, aux abords de la plaine du Roussillon.

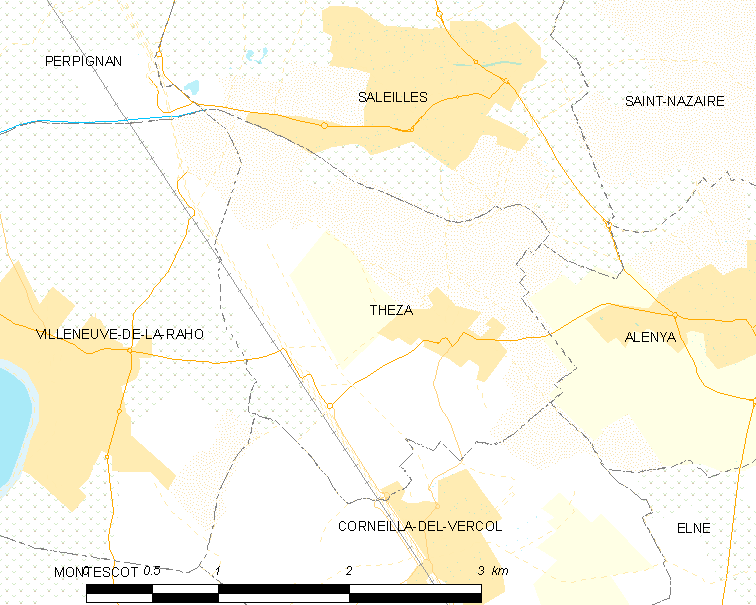
Situation de la commune.

|              | Canaveilles       |      |
|              | Thuès-Entre-Valls | Nyer |
| Fontpédrouse |                   |      |

Localisation en Conflent
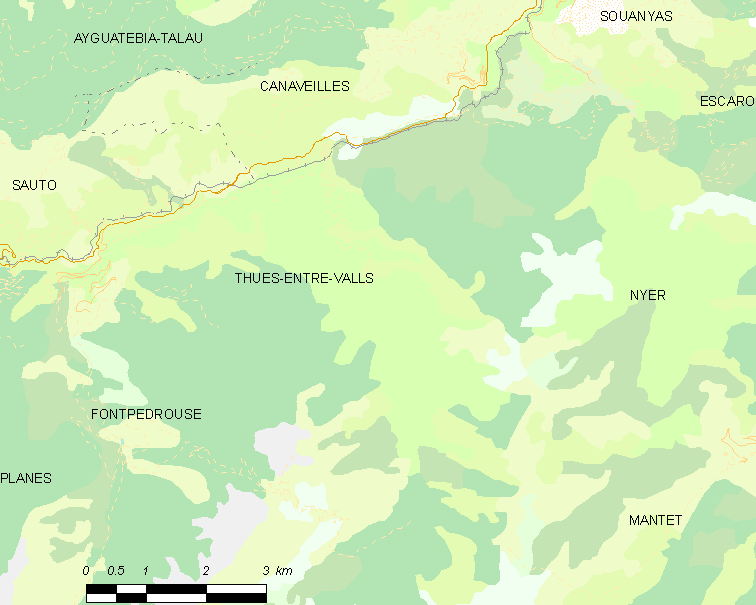
Situation de la commune

### Géologie et relief
La superficie de la commune est de 2 041 hectares (20,41 km2). L'altitude varie entre 740 et 2 606 mètres.
La commune est classée en zone de sismicité 4, correspondant à une sismicité moyenne.

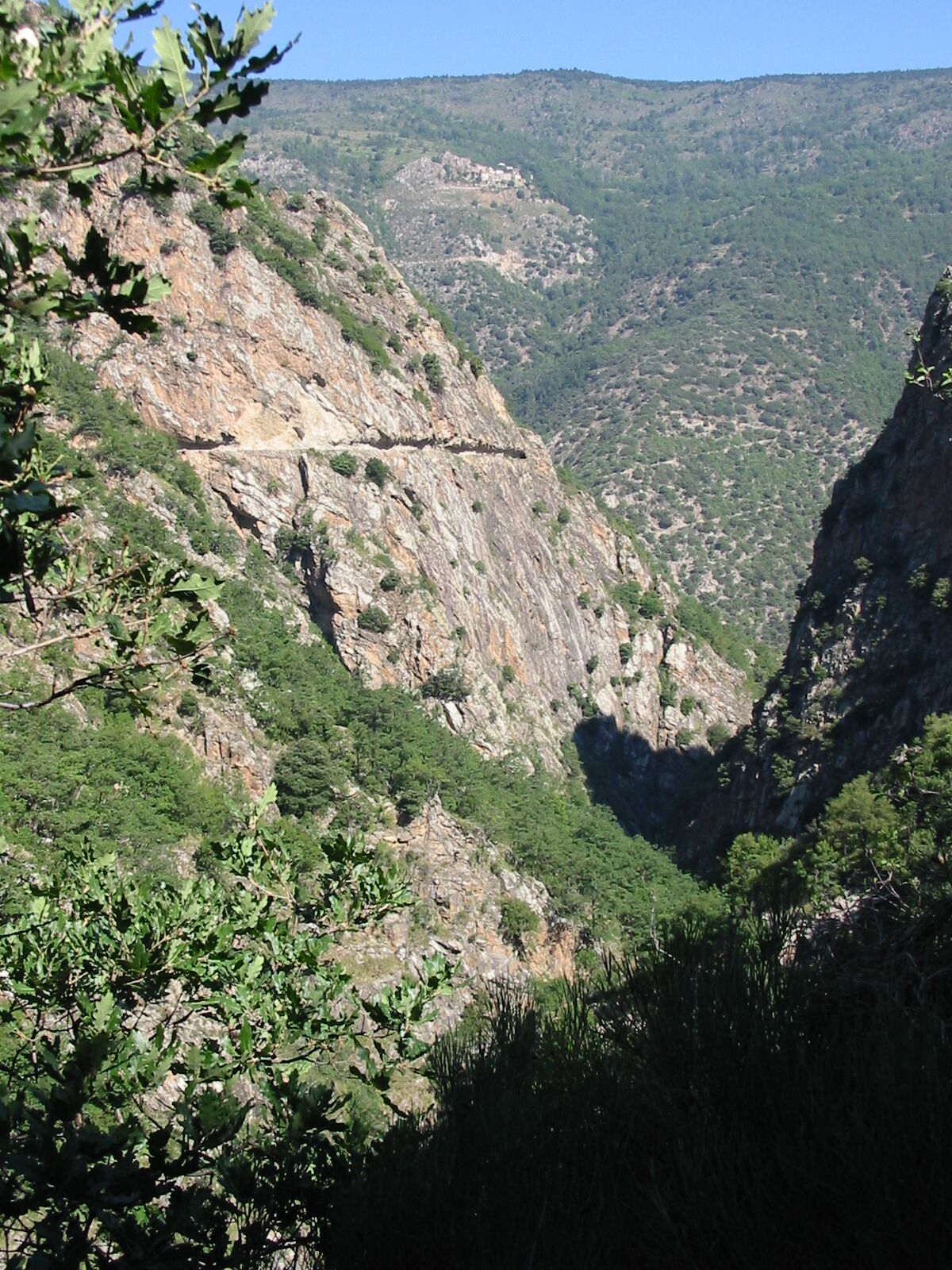
Les gorges de la Carança et sa corniche

La vallée de la rivière Carança, affluent de la Têt, prend la forme de gorges peu avant sa confluence.

### Climat
Pour des articles plus généraux, voir Climat de l'Occitanie et Climat des Pyrénées-Orientales.
En 2010, le climat de la commune est de type climat des marges montargnardes, selon une étude du CNRS s'appuyant sur une série de données couvrant la période 1971-2000. En 2020, Météo-France publie une typologie des climats de la France métropolitaine dans laquelle la commune est exposée à un climat de montagne ou de marges de montagne et est dans la région climatique Pyrénées orientales, caractérisée par une faible pluviométrie, un très bon ensoleillement (2 600 h/an), un air sec, particulièrement en hiver et peu de brouillards.
Pour la période 1971-2000, la température annuelle moyenne est de 10,5 °C, avec une amplitude thermique annuelle de 14,6 °C. Le cumul annuel moyen de précipitations est de 980 mm, avec 6,2 jours de précipitations en janvier et 6,5 jours en juillet. Pour la période 1991-2020, la température moyenne annuelle observée sur la station météorologique la plus proche, située sur la commune de Formiguères à 14 km à vol d'oiseau, est de 7,6 °C et le cumul annuel moyen de précipitations est de 737,3 mm,. Pour l'avenir, les paramètres climatiques de la commune estimés pour 2050 selon différents scénarios d’émission de gaz à effet de serre sont consultables sur un site dédié publié par Météo-France en novembre 2022.

### Milieux naturels et biodiversité

#### Espaces protégés
La protection réglementaire est le mode d’intervention le plus fort pour préserver des espaces naturels remarquables et leur biodiversité associée,.
Un  espace protégé est présent sur la commune : 
le parc naturel régional des Pyrénées catalanes, créé en 2004 et d'une superficie de 139 062 ha, qui s'étend sur 66 communes du département. Ce territoire s'étage des fonds maraîchers et fruitiers des vallées de basse altitude aux plus hauts sommets des Pyrénées-Orientales en passant par les grands massifs de garrigue et de forêt méditerranéenne,.

#### Réseau Natura 2000

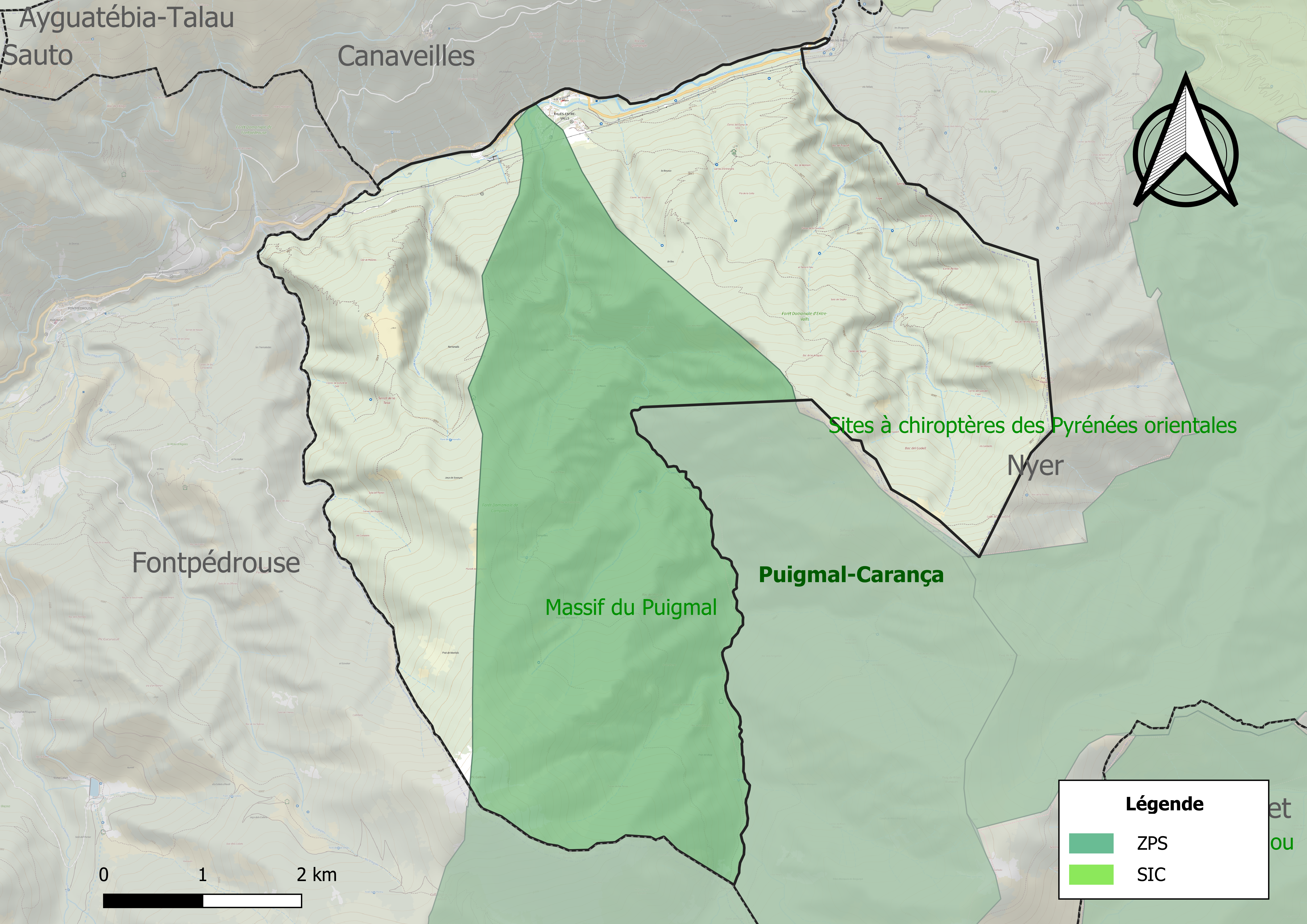
Site Natura 2000 sur le territoire communal.

Le réseau Natura 2000 est un réseau écologique européen de sites naturels d'intérêt écologique élaboré à partir des directives habitats et oiseaux, constitué de zones spéciales de conservation (ZSC) et de zones de protection spéciale (ZPS).
Un site Natura 2000 a été défini sur la commune au titre de la directive habitats.
- le « massif du Puigmal », d'une superficie de 8 784 ha, présence une richesse patrimoniale avec onze habitats naturels et deux espèces végétales au niveau régional. Ainsi la station de Botryche simple est très importante compte tenu du faible nombre de stations en France[20] et  au titre de la directive oiseaux[19]
- « puigmal-Carança », d'une superficie de 10 260 ha, un site qui a une responsabilité forte ou très forte pour cinq espèces d'oiseaux au niveau régional, dont le gypaète barbu[21].

#### Zones naturelles d'intérêt écologique, faunistique et floristique
L’inventaire des zones naturelles d'intérêt écologique, faunistique et floristique (ZNIEFF) a pour objectif de réaliser une couverture des zones les plus intéressantes sur le plan écologique, essentiellement dans la perspective d’améliorer la connaissance du patrimoine naturel national et de fournir aux différents décideurs un outil d’aide à la prise en compte de l’environnement dans l’aménagement du territoire.
Une ZNIEFF de type 1 est recensée sur la commune :
la « vallée de la Carança » (4 315 ha), couvrant 3 communes du département et deux ZNIEFF de type 2, : 
- les « chaine du Puigmal et vallées Adjacentes » (28 390 ha), couvrant 15 communes du département[24] ;
- le « versant sud du massif du Madres » (27 267 ha), couvrant 27 communes du département[25].

Carte des ZNIEFF de type 1 et 2 à Thuès-Entre-Valls.
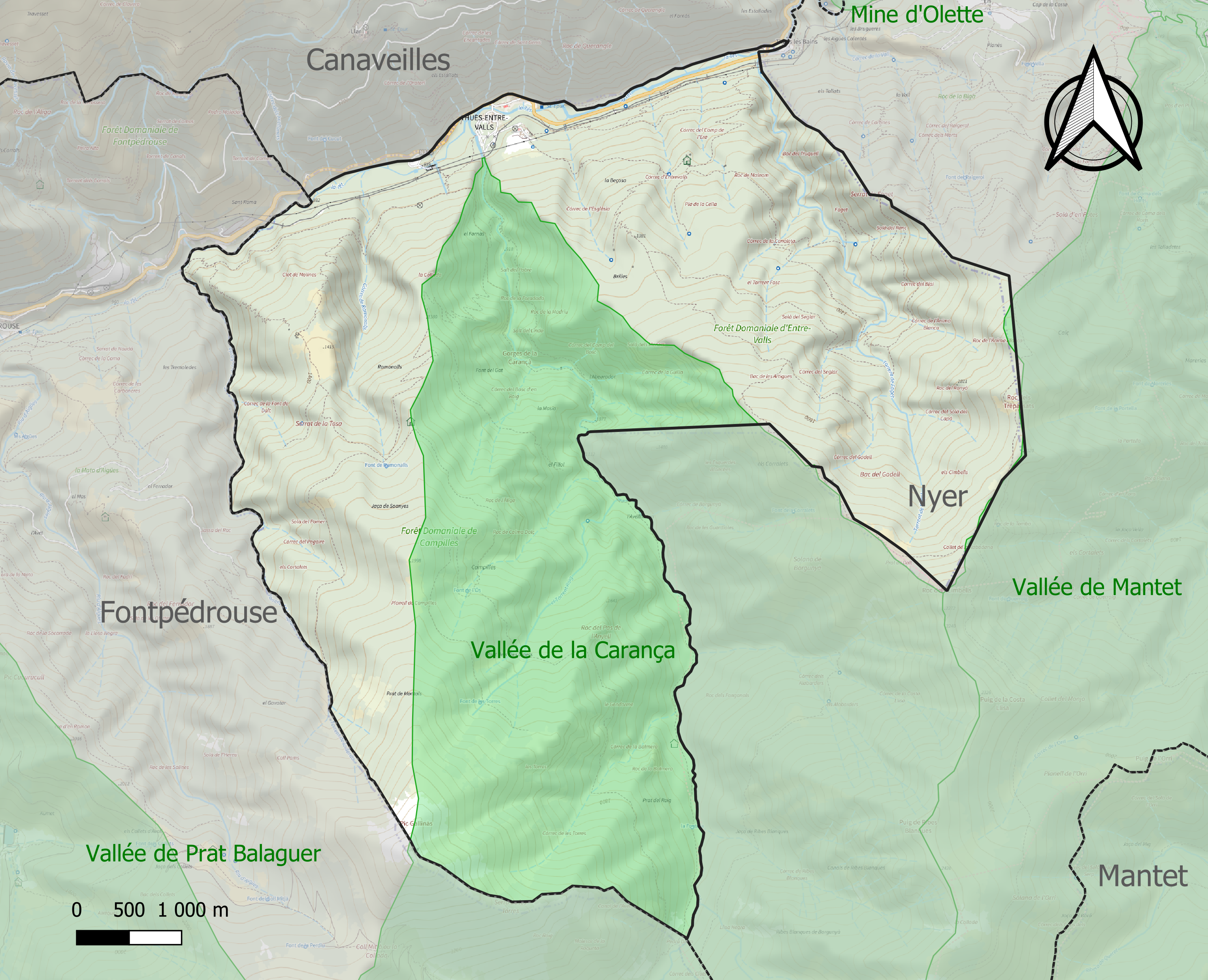
Carte de la ZNIEFF de type 1 sur la commune.
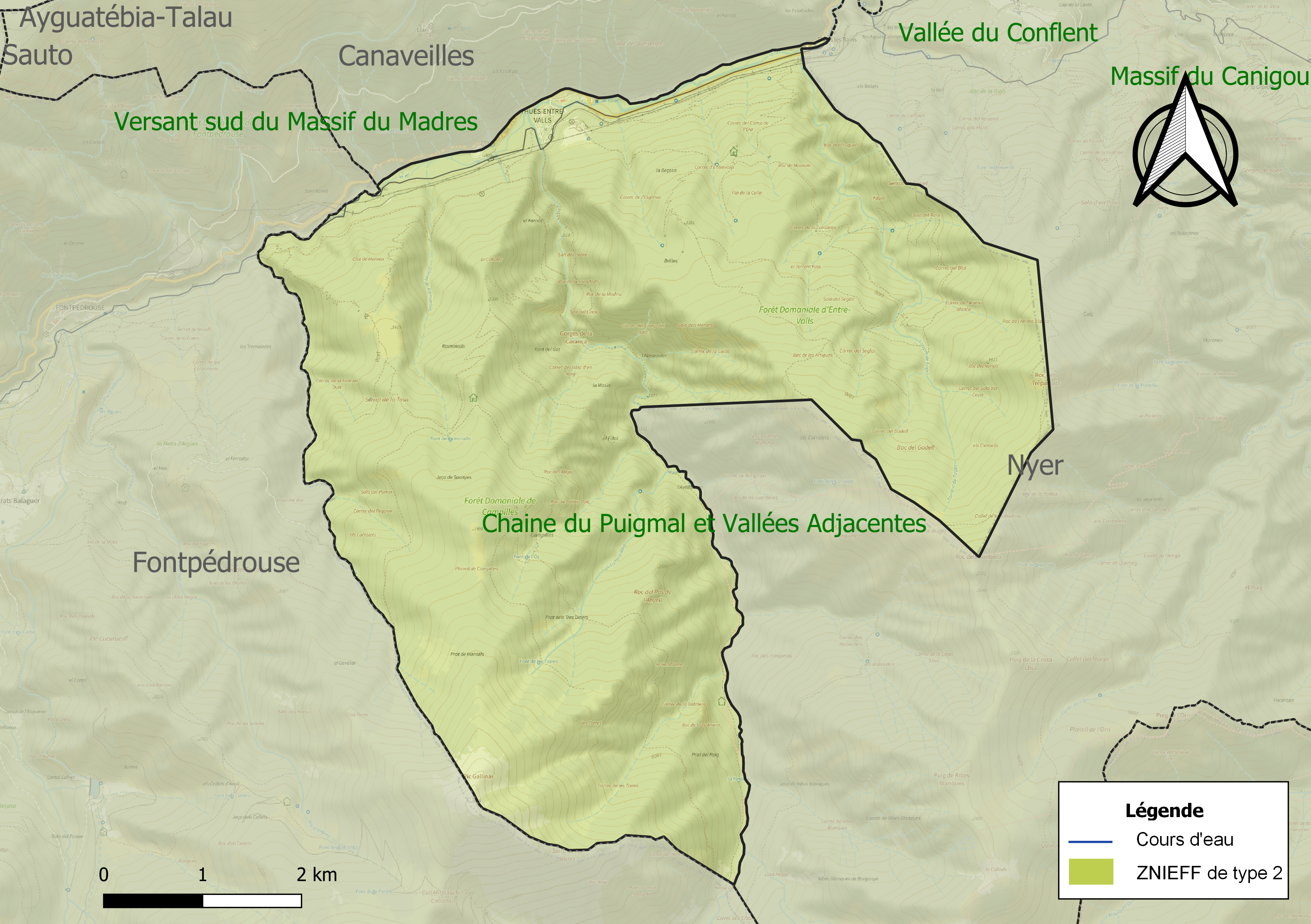
Carte des ZNIEFF de type 2 sur la commune.

## Urbanisme

### Typologie
Au 1er janvier 2024, Thuès-Entre-Valls est catégorisée commune rurale à habitat très dispersé, selon la nouvelle grille communale de densité à sept niveaux définie par l'Insee en 2022.
Elle est située hors unité urbaine et hors attraction des villes,.

### Occupation des sols
L'occupation des sols de la commune, telle qu'elle ressort de la base de données européenne d’occupation biophysique des sols Corine Land Cover (CLC), est marquée par l'importance des forêts et milieux semi-naturels (100 % en 2018), une proportion identique à celle de 1990 (100 %). La répartition détaillée en 2018 est la suivante : 
forêts (82,8 %), milieux à végétation arbustive et/ou herbacée (13,9 %), espaces ouverts, sans ou avec peu de végétation (3,3 %). L'évolution de l’occupation des sols de la commune et de ses infrastructures peut être observée sur les différentes représentations cartographiques du territoire : la carte de Cassini (XVIIIe siècle), la carte d'état-major (1820-1866) et les cartes ou photos aériennes de l'IGN pour la période actuelle (1950 à aujourd'hui).

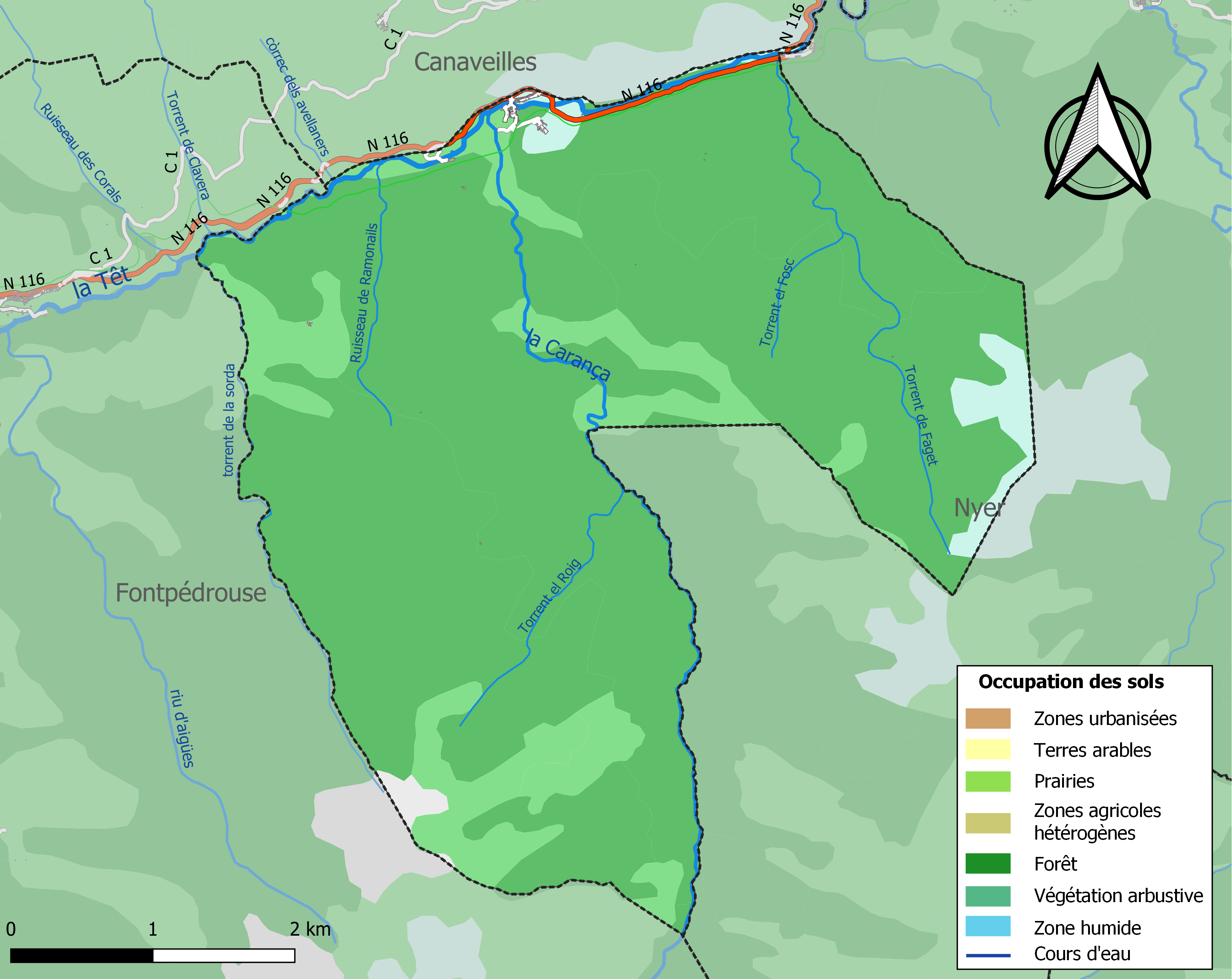
Carte des infrastructures et de l'occupation des sols de la commune en 2018 (CLC).

### Voies de communication et transports

#### Voies routières
- Accès: par la route nationale 116 qui relie Prades à Mont-Louis.

#### Voies ferroviaires
Depuis 1910, le Train Jaune y fait halte à deux endroits :
- la gare de Thuès-Carença, anciennement Thuès-village, aussi orthographié Thuès-Carança[27] ;
- la gare de Thuès-les-Bains (qui est dans la commune de Nyer).

#### Transports
La ligne 560 du réseau régional liO relie la commune à la gare de Perpignan depuis Porté-Puymorens.

### Risques majeurs
Le territoire de la commune de Thuès-Entre-Valls est vulnérable à différents aléas naturels : inondations, climatiques (grand froid ou canicule), feux de forêts, mouvements de terrains, avalanche  et séisme (sismicité moyenne). Il est également exposé à deux risques technologiques, le transport de matières dangereuses et la rupture d'un barrage, et à un risque particulier, le risque radon,.

#### Risques naturels
Certaines parties du territoire communal sont susceptibles d’être affectées par le risque d’inondation par crue torrentielle de cours d'eau du bassin de la Têt.
Les mouvements de terrains susceptibles de se produire sur la commune sont soit des mouvements liés au retrait-gonflement des argiles, soit des glissements de terrains, soit des chutes de blocs. Une cartographie nationale de l'aléa retrait-gonflement des argiles permet de connaître les sols argileux ou marneux susceptibles vis-à-vis de ce phénomène.

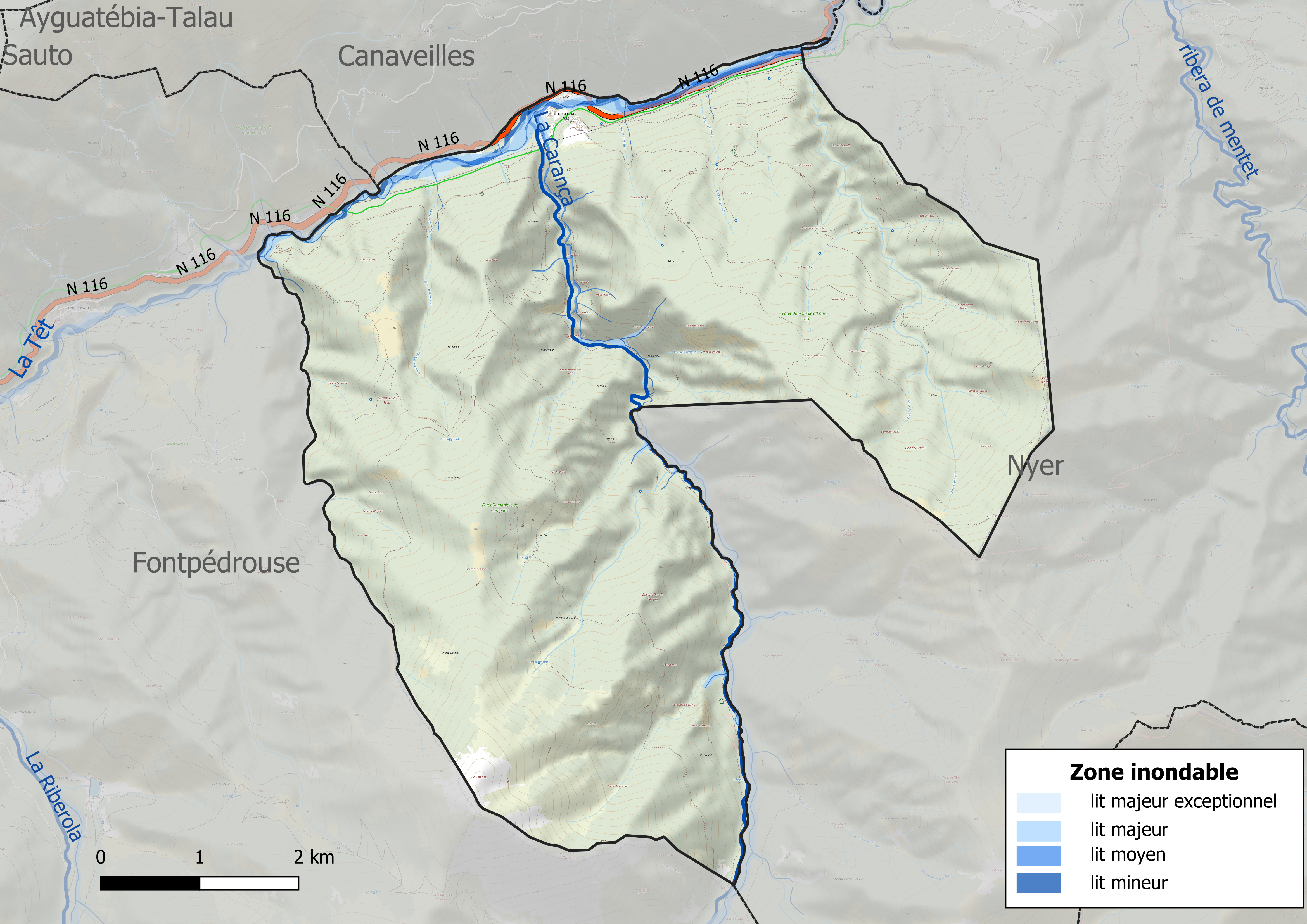
Carte des zones inondables.
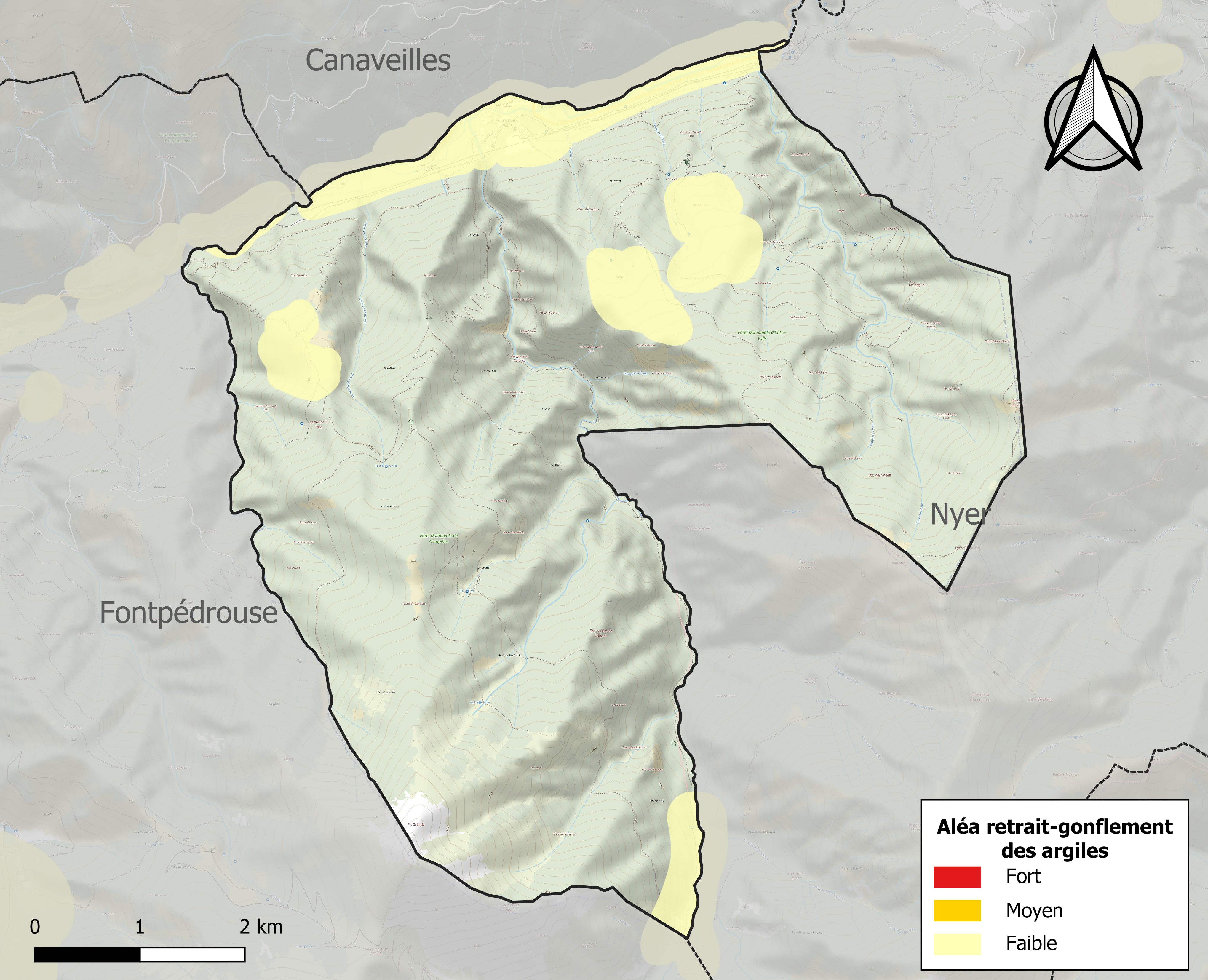
Carte des zones d'aléa retrait-gonflement des argiles.

#### Risques technologiques
Le risque de transport de matières dangereuses sur la commune est lié à sa traversée par une route à fort trafic. Un accident se produisant sur une telle infrastructure est en effet susceptible d’avoir des effets graves au bâti ou aux personnes jusqu’à 350 m, selon la nature du matériau transporté. Des dispositions d’urbanisme peuvent être préconisées en conséquence.
Dans le département des Pyrénées-Orientales, on dénombre sept grands barrages susceptibles d’occasionner des dégâts en cas de rupture. La commune fait partie des 66 communes susceptibles d’être touchées par l’onde de submersion consécutive à la rupture d’un de ces barrages, le Barrage des Bouillouses sur la Têt, un ouvrage de 17,5 m de hauteur construit en 1910.

#### Risque particulier
Dans plusieurs parties du territoire national, le radon, accumulé dans certains logements ou autres locaux, peut constituer une source significative d’exposition de la population aux rayonnements ionisants. Toutes les communes du département sont concernées par le risque radon à un niveau plus ou moins élevé. Selon la classification de 2018, la commune de Thuès-Entre-Valls est classée en zone 3, à savoir zone à potentiel radon significatif.

## Toponymie
En catalan, le nom de la commune est Toès i Entrevalls.
Pour Thuès, on rencontre les mentions de villa Tobese ou Tovese en 878 et Thoes en 1267.
Pour Entre-Valls, on trouve les mentions de villare Tresvalles en 854 et Intervalles en 958.
La commune est connue en 1793 sous le nom de Thués Entrevaills, puis en 1831 de Thuès-Entrevails.

## Histoire
Entre la fin du VIIIe et le début du IXe siècle se met en place la marche d'Espagne après les victoires des Francs Carolingiens sur les Sarrasins : la région est divisée en territoires administrés par des seigneurs francs ou par des abbayes.
Vers 840 près des sources chaudes, sur la rive droite de la Têt, environ quatre kilomètres en aval de Thuès-Entre-Valls, en fin du défilé des Graus, est édifié le monastère Saint-André d'Eixalada. Mais moins de quatre décennies après, il est détruit par une violente crue de la Têt. Les moines abandonnent alors les lieux pour rejoindre, à quelques lieues de là, l'abbaye Saint-Michel de Cuxa.
En lien avec l'abbaye s'érigent plusieurs hameaux dans la vallée de la Têt et en bordure de la Via Confluentana, notamment Saint-Romain, Thuès, Trèsballs et le mas de l'Albaret. Un document datant de 952 atteste de ces lieux comme étant des possessions de l'abbaye Saint-Michel de Cuxa.
Thuès, situé proche de la Têt, s'appelait à l'origine Toui-Oedes. L'église de sa paroisse est placée sous le patronage de saint Génis.
Trèsballs, situé plus au sud et plus haut dans la vallée de la Carança, à la jonction de trois vallons, s'appelait Très Valls. L'église de sa paroisse est placée sous le patronage de saint André.
Le mas d'Albaret regroupant plusieurs familles dans la forêt de Campilles plus loin dans la vallée de la Carança disparaît assez rapidement au cours du XIIe ou xiiie siècle.
Thuès se développe ensuite durant le XIIe siècle en absorbant le hameau de Saint-Romain.
Au XIVe siècle, le roi de Majorque a des droits sur la forêt de Thuès : Pierre IV engage à des particuliers de Barcelone le bois de la Carença et les revenus qu'il perçoit du moulin de sa forêt.
En 1399, Grimaud de Banyuls, abbé de Cuxa, inféode à Pons Descatllar une forge sise à Thuès avec les droits de charbonner dans les bois de son territoire. En novembre 1440 conjointement avec le roi d'Aragon, coseigneur de Thuès, il lui confirme la possession des bois de la Carença avec faculté d'y installer une scierie de planches. Thuès est alors une copropriété royale partagée avec l'abbaye Saint-Michel de Cuxa.
La forge de Thuès est cédée plus tard à un certain Bertran de Catlla puis revendue le 4 octobre 1577 à don Thomas de Banyuls. Cette forge, dont la propriété reste à la famille de Banyuls jusqu'à la Révolution est une des plus importantes de la région.
La famille de Banyuls en plus des forges de Thuès possède une masade à Trèsballs, le moulin banal de Thuès, des prairies, ainsi qu'un droit d'usage pour exploiter les forêts de Thuès afin d'alimenter les forges en charbon de bois.
Au XVIe siècle, le village de Thuès fusionne avec celui de Trèsballs pour donner Thuès-Treballs qui deviendra par la suite Thuès-entre-Valls.
En 1737 le hameau de Trèsballs comporte huit maisons, une église et ne compte plus que deux familles d'agriculteurs. Sont mentionnés à cette époque le ravin de la tour, prouvant que le hameau était fortifié, celui de l'église, les lieux-dits "als meners" et "al pla de la cella". Par ailleurs les habitants avaient construit un aqueduc pour amener l'eau de la fontaine "del ciré" (des cerisiers) au cœur du village.
Durant le XVIIIe siècle, l'isolement de Trèsballs força les habitants à se rabattre sur Thuès, plus proche des voies de circulation.
Les ruines de la chapelle Saint-Jean anciennement église Saint-André sont toujours visibles. La chapelle est à nef unique, sous une voûte en berceau brisé, a une abside semi-circulaire et un clocher-tour carré.
Durant la Révolution sont déclarés bien national tous les biens de l’abbaye Saint-Michel de Cuxa. Raymond de Banyuls, marquis de Montferré ayant émigré en 1791, sa famille est spoliée en 1794. En 1817, il obtient néanmoins que la montagne en partie boisée dite des gorges de Quérança, d'une étendue de 300 hectares, lui soit restituée, mais la commune de Thuès réclame alors un droit de propriété sur toutes les forêts. Un arrêt de la cour royale du 1er août 1834 se prononce en faveur de l'État contre la municipalité et contre le marquis de Montferrer (décédé entretemps en 1833), ne leur accordant qu'un simple droit d'usage.
Un jugement du 17 juillet 1837 déboute la commune de Souanyas de ses prétentions sur les mêmes montagnes, ne lui reconnaissant également que le droit d'usage.
La paroisse de Thuès comprenait également les villages de Llar et de Thuès-de-Llar.
Le 13 mars 1822, la commune de Thuès-de-Llar est supprimée et rattachée à celle de Thuès-Entre-Valls.

## Politique et administration

### Canton
En 1790, la commune de Thuès-Entre-Valls est incluse dans le canton d'Olette, qu'elle ne quitte plus par la suite.
À compter des élections départementales de 2015, la commune est incluse dans le nouveau canton des Pyrénées catalanes.

### Liste des maires
| Période                  | Période   | Identité           | Étiquette | Qualité |
| ------------------------ | --------- | ------------------ | --------- | ------- |
|                          |           |                    |           |         |
| mars 2001                | mars 2008 | Jean Ulme          |           |         |
| mars 2008, réélu en 2014 | En cours  | Jean-Jacques Rouch |           |         |

## Population et société

### Démographie ancienne
La population est exprimée en nombre de feux (f) ou d'habitants (H).
| 1358 | 1365 | 1378 | 1709 | 1720 | 1767  | 1774 | 1789 |
| ---- | ---- | ---- | ---- | ---- | ----- | ---- | ---- |
| 17 f | 23 f | 8 f  | 7 f  | 21 f | 146 H | 33 f | 25 f |

Notes :
- 1358 : pour Thuès et Eixalada.
- 1365 : dont 17 f pour Thuès et Eixalada et 6 f pour Entre-Valls.

### Démographie contemporaine
L'évolution du nombre d'habitants est connue à travers les recensements de la population effectués dans la commune depuis 1793. Pour les communes de moins de 10 000 habitants, une enquête de recensement portant sur toute la population est réalisée tous les cinq ans, les populations de référence des années intermédiaires étant quant à elles estimées par interpolation ou extrapolation. Pour la commune, le premier recensement exhaustif entrant dans le cadre du nouveau dispositif a été réalisé en 2006.

En 2022, la commune comptait 26 habitants, en évolution de −27,78 % par rapport à 2016 (Pyrénées-Orientales : +3,92 %, France hors Mayotte : +2,11 %).
| 1793 | 1800 | 1806 | 1821 | 1831 | 1836 | 1841 | 1846 | 1851 |
| ---- | ---- | ---- | ---- | ---- | ---- | ---- | ---- | ---- |
| 154  | 152  | 151  | 167  | 267  | 300  | 235  | 322  | 274  |

| 1856 | 1861 | 1866 | 1872 | 1876 | 1881 | 1886 | 1891 | 1896 |
| ---- | ---- | ---- | ---- | ---- | ---- | ---- | ---- | ---- |
| 234  | 219  | 201  | 160  | 156  | 143  | 151  | 128  | 139  |

| 1901 | 1906 | 1911 | 1921 | 1926 | 1931 | 1936 | 1946 | 1954 |
| ---- | ---- | ---- | ---- | ---- | ---- | ---- | ---- | ---- |
| 132  | 208  | 120  | 141  | 110  | 94   | 93   | 107  | 76   |

| 1962 | 1968 | 1975 | 1982 | 1990 | 1999 | 2006 | 2011 | 2016 |
| ---- | ---- | ---- | ---- | ---- | ---- | ---- | ---- | ---- |
| 53   | 46   | 23   | 38   | 48   | 41   | 36   | 32   | 36   |

| 2021 | 2022 | - | - | - | - | - | - | - |
| ---- | ---- | - | - | - | - | - | - | - |
| 31   | 26   | - | - | - | - | - | - | - |

À partir de 1826, la population de Thuès-de-Llar est comprise dans celle de Thuès-Entre-Valls.
| selon la population municipale des années : | 1968 | 1975 | 1982 | 1990 | 1999 | 2006 | 2009 | 2013 |
| Rang de la commune dans le département      | 195  | 213  | 198  | 200  | 210  | 216  | 218  | 218  |
| Nombre de communes du département           | 232  | 217  | 220  | 225  | 226  | 226  | 226  | 226  |

### Manifestations culturelles et festivités
- Fête communale : 25 août[48].

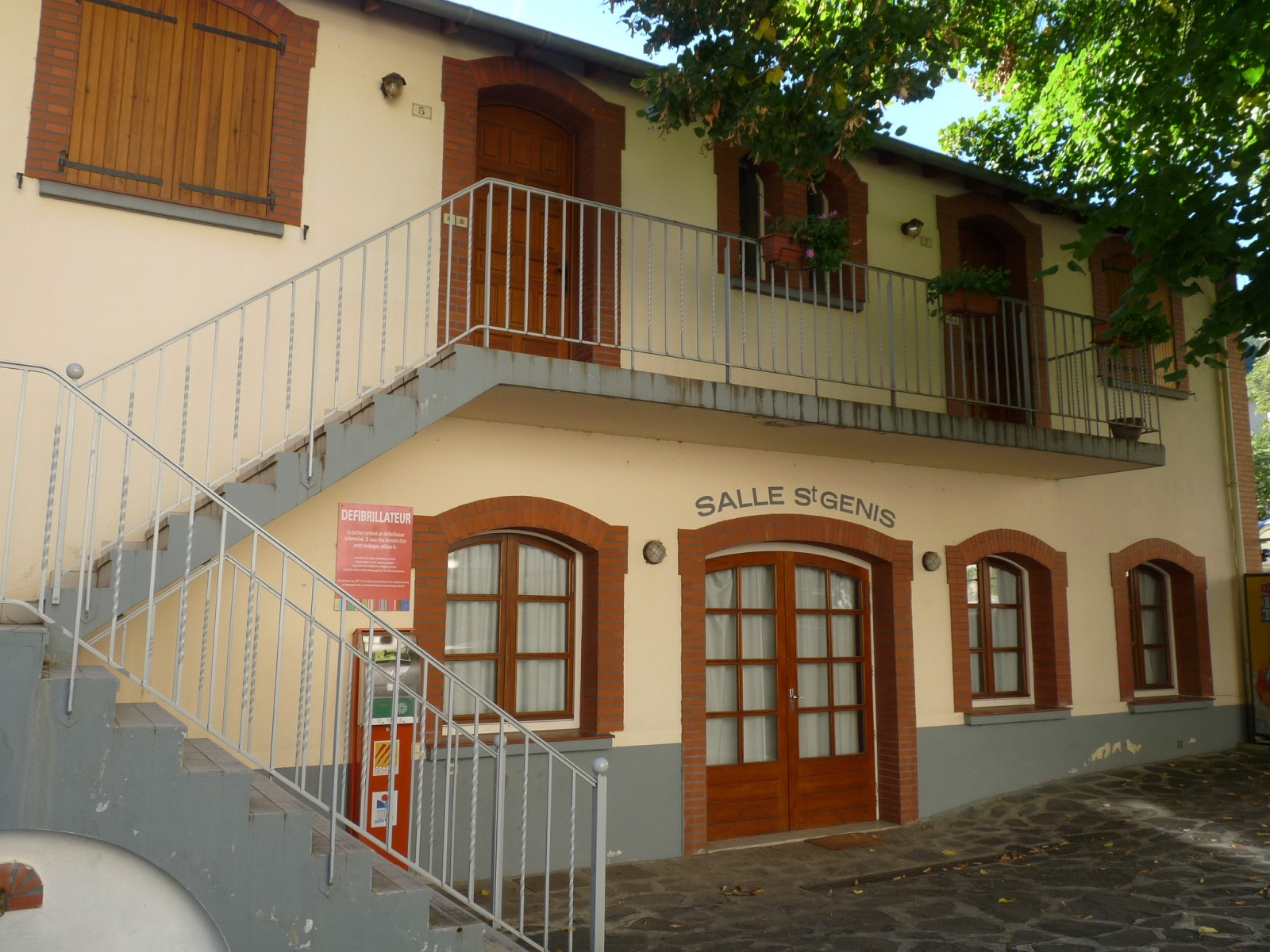
La salle communale Saint-Génis.
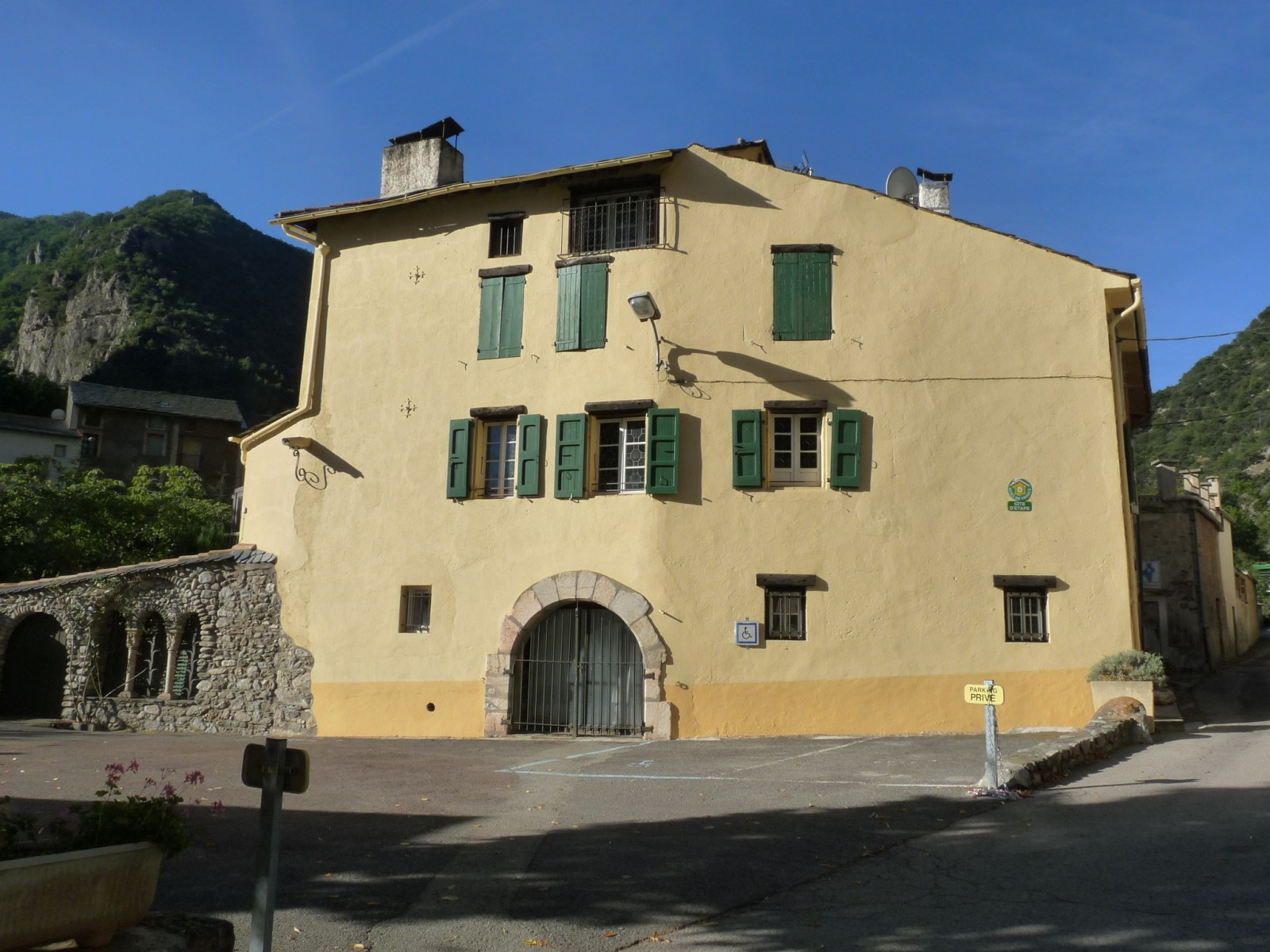
Gîtes ruraux.

## Économie

### Emploi
|                | 2008   | 2013   | 2018   |
| -------------- | ------ | ------ | ------ |
| Commune        | 5,9 %  | 7,1 %  | 0 %    |
| Département    | 10,3 % | 12,9 % | 13,3 % |
| France entière | 8,3 %  | 10 %   | 10 %   |

En 2018, la population âgée de 15 à 64 ans s'élève à 20 personnes, parmi lesquelles on compte 44,4 % d'actifs (44,4 % ayant un emploi et 0 % de chômeurs) et 55,6 % d'inactifs,. Depuis 2008, le taux de chômage communal (au sens du recensement) des 15-64 ans est inférieur à celui de la France et du département.
La commune est hors attraction des villes,. Elle compte 27 emplois en 2018, contre 21 en 2013 et 61 en 2008. Le nombre d'actifs ayant un emploi résidant dans la commune est de 9, soit un indicateur de concentration d'emploi de 313,3 % et un taux d'activité parmi les 15 ans ou plus de 25,8 %.
Sur ces 9 actifs de 15 ans ou plus ayant un emploi, 3 travaillent dans la commune, soit 38 % des habitants. Pour se rendre au travail, 62,5 % des habitants utilisent un véhicule personnel ou de fonction à quatre roues et 37,5 % s'y rendent en deux-roues, à vélo ou à pied.

### Activités hors agriculture
3 établissements sont implantés  à Thuès-Entre-Valls au 31 décembre 2019.
Le secteur du commerce de gros et de détail, des transports, de l'hébergement et de la restauration est prépondérant sur la commune puisqu'il représente 100 % du nombre total d'établissements de la commune (3 sur les 3 entreprises implantées  à Thuès-Entre-Valls), contre 30,5 % au niveau départemental.

### Agriculture
|               | 1988 | 2000 | 2010 | 2020 |
| ------------- | ---- | ---- | ---- | ---- |
| Exploitations | 3    | 3    | 0    | 1    |
| SAU (ha)      | 49   | 141  | 0    | 53   |

La commune est dans le Conflent, une petite région agricole occupant le centre-ouest du département des Pyrénées-Orientales. En 2020, l'orientation technico-économique de l'agriculture  sur la commune est l'élevage de bovins, pour la viande. Une seule  exploitation agricole ayant son siège dans la commune est recensée lors du recensement agricole de 2020 (trois en 1988). La superficie agricole utilisée est de 53 ha,,.

## Culture locale et patrimoine

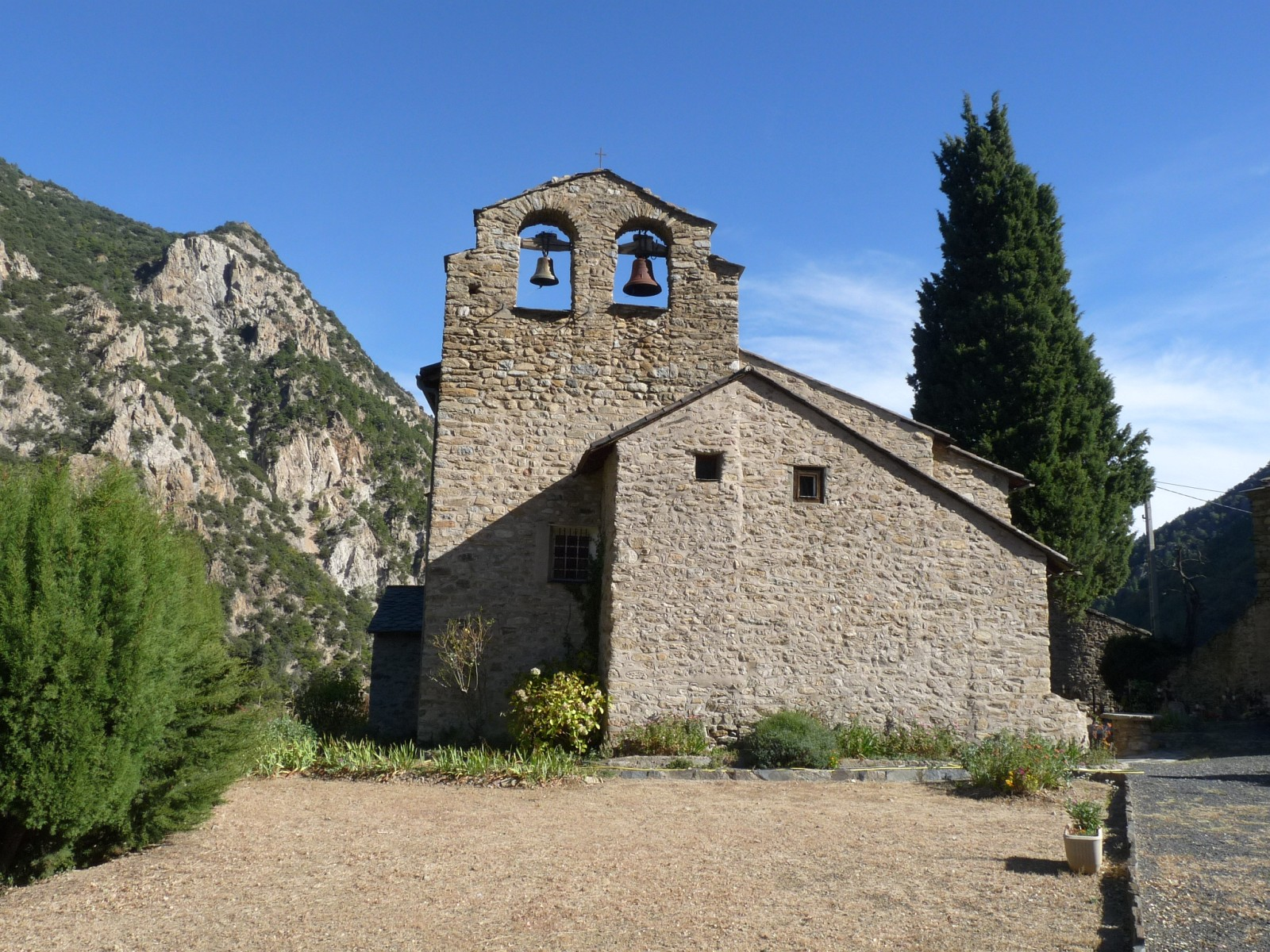
Église Saint-Génis

### Monuments et lieux touristiques
- Thuès-Entre-Valls a la particularité de ne pas posséder de monument aux morts sur son territoire[52].

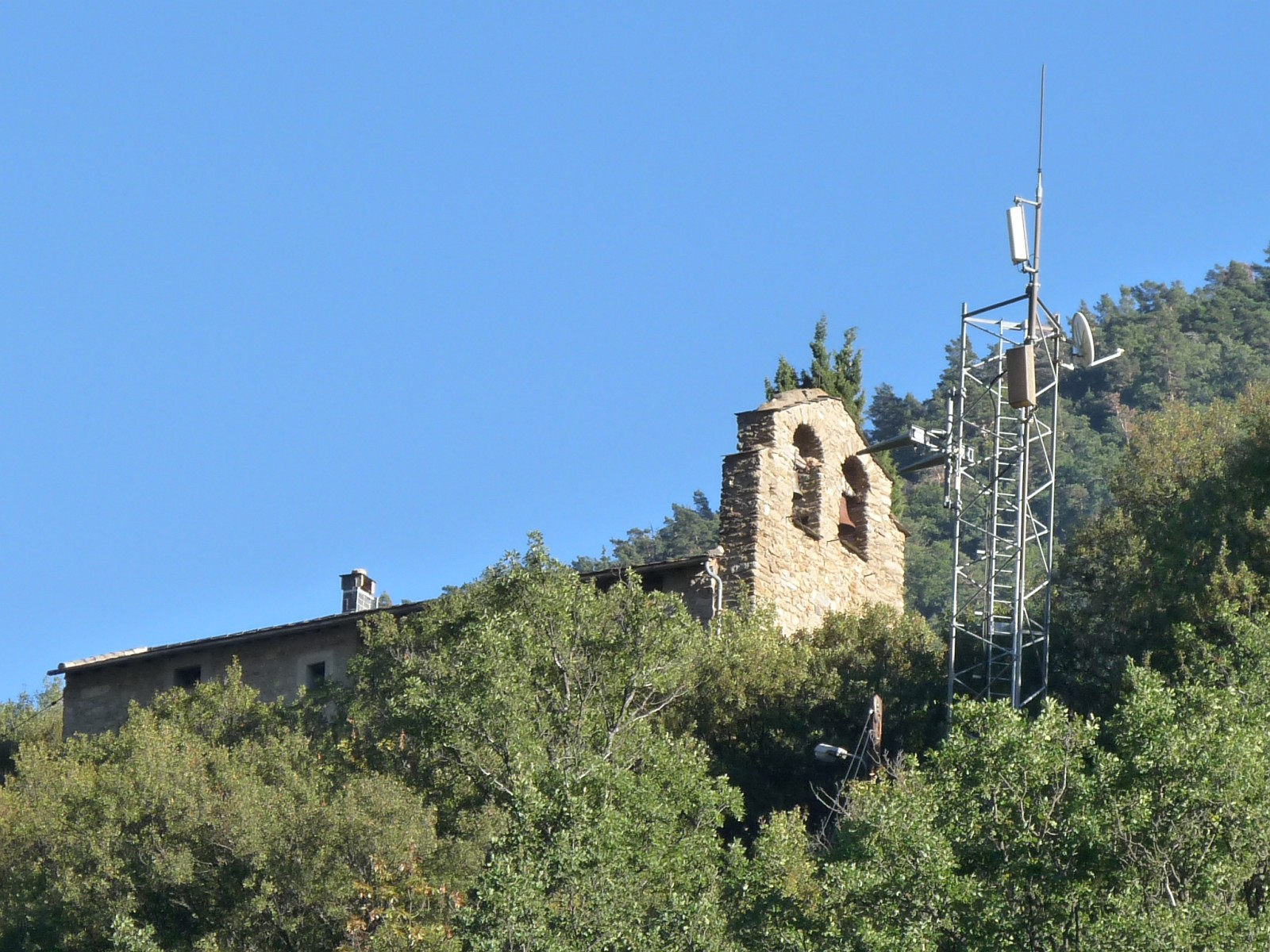
L'église Saint-Génis

- L’église paroissiale Saint-Génis de Thuès, est à nef unique, surmontée d'une voûte en berceau. Son abside était autrefois semi-circulaire mais au XIIIe siècle on le tronqua pour le rendre plat, tel qu'il est aujourd'hui. Une deuxième vague de travaux apporte une seconde nef séparée de la nef initiale par deux arcatures reposant sur un pilier massif. À cette occasion on y peignit de nombreux décors dont il reste quelques traces aujourd'hui.
- L'église Saint-Jean d'Entre-Valls est une autre église romane, située dans le hameau d'Entre-Valls.

### Patrimoine environnemental
À proximité immédiate se trouvent les réserves naturelles de Nyer, de Mantet, de Py, de Jujols, de la vallée d'Eyne ; par ailleurs, par le village, on accède aux gorges de la Carança, affluent de la Têt.

### Personnalités liées à la commune
- Thomas Ier de Banyuls (1556-1627).
- Raymond de Banyuls (1747-1829).
- Marie Barrère-Affre (1885-1963), écrivain ayant vécu à Thuès-Entre-Valls en 1959.